# 乾道曆
《乾道曆》，是中国古代曆法，南宋使用的第三部历法，屬於陰陽曆。
宋孝宗乾道二年（1166年），光州人刘孝荣发现《紀元曆》、《統元曆》的缺陷，修成《乾道曆》。从乾道四年（1168年）颁布施行，礼部员外郎李焘對此保持異議。积年91645937，日法30000。至淳熙四年（1177年），被刘孝荣再次編寫的《淳熙曆》取代。